# ECW December to Dismember
December to Dismember era un evento de Lucha Libre Profesional, primero llevado a cabo por Extreme Championship Wrestling (ECW) en 1995, como evento regular. Luego de la reapertura de ECW, como una nueva marca de World Wrestling Entertainment (WWE), el evento fue restablecido, como un evento de pago por visión. Era el segundo evento de dos pago por visión producidos por WWE para su marca ECW, el primero había sido One Night Stand. Además, era también el primer pago por visión exclusivo de la marca ECW, desde su renacimiento el 13 de junio de 2006.
El evento, para 2007, estaba programado para realizarse con las otras dos marcas, RAW y SmackDown!, hasta que fue anunciada su cancelación de la lista de eventos pago por visión.

## Resultados

### 1995
December to Dismember 1995 se presentó el 9 de diciembre de 1995 en el ECW Arena en Filadelfia, Pensilvania.
- Dances with Dudley y Dudley Dudley vencieron a Bad Breed (Axl Rotten e Ian Rotten) (2:00)
- Tazz venció El Puerto Ricano (3:26)
  - Tazz hizo rendir a Ricano.
- Hack Meyers venció a Bruiser Mastino (6:15)
  - Myers cubrió a Mastino.
- The Eliminators (Perry Saturn y John Kronus) vencieron a The Pitbulls (#1 y #2) (9:30)
  - Pitbull #2 recibió la cobertura.
- Raven venció a Tommy Dreamer (8:45)
  - Raven venció por TKO.
- JT Smith venció a Tony Stetson (5:04)
  - Smith cubrió a Stetson.
- The Sandman venció a Mikey Whipwreck (c) y Steve Austin en una Triple Amenaza ganando el Campeonato Mundial Peso Pesado de la ECW (19:45)
  - Austin cubrió a Whipwreck después de un "Stun Gun". (12:34)
  - Sandman cubrió a Austin con la bota de Austin en la cuerda inferior. (19:45)
- The Public Enemy (Rocco Rock y Johnny Grunge) vencieron a The Heavenly Bodies (Tom Pritchard y Jimmy Del Ray) (8:46)
  - Grunge cubrió a Pritchard.
- The Public Enemy, The Pitbulls, y Tommy Dreamer vencieron a The Heavenly Bodies, The Eliminators, Raven, y Stevie Richards en un Ultimate Jeopardy Steel Cage (21:00)
  - Dreamer cubrió a Richards.

### 2006
December to Dismember 2006 se realizó el 3 de diciembre de 2006 en el James Brown Arena en Augusta, Georgia. El tema oficial fue Bodies de Drowning Pool. El póster promocional tuvo a The Sandman, y la cubierta del DVD tuvo a Test, el Campeón Mundial de la ECW The Big Show, CM Punk, Sabu, Bobby Lashley y Rob Van Dam.
- Dark Match: Stevie Richards derrotó a René Dupreé. (5:13)
  - Richards cubrió a Dupreé después de una "Stevie Kick".
- The Hardys (Matt Hardy & Jeff Hardy) derrotaron a MNM (Joey Mercury & Johnny Nitro) (con Melina). (22:33)
  - Jeff Hardy cubrió a Nitro después de un "Double Twist Of Fate" de Matt y un "Swanton Bomb" sobre Mercury & Nitro.
  - Durante la lucha, Melina intervino a favor de Mercury y Nitro.
- Balls Mahoney derrotó a Matt Striker en un Striker Rules Match. (7:12)
  - Mahoney cubrió a Striker después de un "Balls Buster".
  - Esta lucha fue realizada bajo los "Reglas Striker", es decir: prohibidos los piquetes en los ojos, prohibido agarrar del pelo, prohibidos los ataques aéreos y prohibido el lenguaje vulgar.
- The Knockout/Tapout Connection (Sylvester Terkay & Elijah Burke) derrotaron a The Full Blooded Italians (Little Guido Maritato & Tony Mamaluke) (con Trinity). (6:41)
  - Burke cubrió a Mamaluke después de un "Elijah Experience".
  - Tras el combate, Terkay realizó un "King Kong Buster" a Maritato.
- Daivari (con The Great Khali) derrotó a Tommy Dreamer. (7:22)
  - Daivari cubrió a Dreamer con un "Schoolboy".
  - Luego de la lucha, Khali aplicó un "Khali Bomb" a Dreamer sobre la rampa del escenario.
- Kevin Thorn & Ariel derrotaron a Mike Knox & Kelly Kelly. (7:43)
  - Ariel cubrió a Kelly después de una "STO".
  - Tras el combate, The Sandman atacó a Thorn.
- Bobby Lashley derrotó a Test, Hardcore Holly, The Big Show (c), CM Punk y Rob Van Dam en un Extreme Elimination Chamber Match ganando el Campeonato Mundial de la ECW. (24:42)
  - Lashley eliminó a The Big Show, ganando la lucha. (Ver detalles)
  - Hardcore Holly estaba en la lucha, pero semanas antes fue atacado por Bobby Lashley y este tomó su lugar.
  - Sabu estaba en la lucha, pero fue atacado por Hardcore Holly y este tomó su lugar.
  - Esta ha sido la primera Extreme Elimination Chamber Match (Con arma dentro de cada compartimento).
  - Este fue el último combate de PPV en el que hubo alambre de púas hasta el Street Fight Match de Wrestlemania 32 entre Dean Ambrose y Brock Lesnar.